# Raw Blues Power
Raw Blues Power è il quarto album in studio del chitarrista statunitense Paul Gilbert, pubblicato in collaborazione con Jimi Kidd nel 2002.

## Tracce
1. Girls Watching – 3:46 (Paul Gilbert, Jimi Kidd)
2. A 180 – 3:41 (Kidd)
3. Pacific Coast Highway – 3:00 (Gilbert)
4. Good Foot – 6:29 (Kidd)
5. 12 Days of the Blues – 3:50 (Gilbert, Kidd)
6. Freedom – 3:54 (Kidd)
7. Stranded – 3:30 (Gilbert)
8. Play Guitar – 2:50 (Kidd)
9. Sookie Sookie – 3:09 (Don Covay)
10. Blues Power – 9:27 (Kidd)

## Formazione
- Paul Gilbert – chitarra, voce
- Jimi Kidd – chitarra, voce
- Mike Szuter – basso, voce
- Johnny Fedevich – batteria, voce
- Jeff Martin – bongo, voce